# HD 12661 c
HD 12661 c是一顆質量至少是木星1.5倍的太陽系外行星，屬於類木行星。該行星的母恆星是白羊座的HD 12661。